# Micrathena excavata
Micrathena excavata är en spindelart som först beskrevs av Carl Ludwig Koch 1836.  Micrathena excavata ingår i släktet Micrathena och familjen hjulspindlar. Inga underarter finns listade i Catalogue of Life.